# Sinocarum pseudocruciatum
Sinocarum pseudocruciatum är en flockblommig växtart som beskrevs av H.Wolff. Sinocarum pseudocruciatum ingår i släktet Sinocarum och familjen flockblommiga växter. Inga underarter finns listade i Catalogue of Life.